# 普罗阿萨
普罗阿萨，是西班牙阿斯图里亚斯的一个市镇。总面积77平方公里，总人口853人（2001年），人口密度11人/平方公里。